# Karjala Cup 2007
Karjala tournament 2007 je hokejový turnaj konající se od 8.11.2007 – do 11.11.2007 v Helsinkách. Utkání Švédsko – Rusko bylo odehráno v Jönköpingu.

## Výsledky a tabulka
|    |         | RUS   | SWE     | CZE   | FIN    | V | VP | PP | P | Skóre | B |
| 1. | Rusko   | Rusko | 3:1     | 4:1   | 1:2    | 2 | 0  | 0  | 1 | 8:4   | 6 |
| 2. | Švédsko | 1:3   | Švédsko | 4:2   | 1:0    | 2 | 0  | 0  | 1 | 6:5   | 6 |
| 3. | Česko   | 1:4   | 2:4     | Česko | 3:2    | 1 | 0  | 0  | 2 | 6:10  | 3 |
| 4. | Finsko  | 2:1   | 0:1     | 2:3   | Finsko | 1 | 0  | 0  | 2 | 4:5   | 3 |

 Finsko –  Česko 2:3 (1:1, 0:0, 1:2) Zpráva
8. listopadu 2007 – Helsinky
- Branky  Finsko: 3:55 Aalto, 50:09 Pesonen
- Branky  Česko: 2:35 Petr Kumstát, 40:41 Tomáš Rolinek, 58:09 Jan Marek.
- Rozhodčí: Rönnmark (SWE) – Kekäläinen, Terho (FIN)
- Vyloučení: 5:10 (0:2)
- Diváků: 6 643

Finsko: A. Niemi – Laamanen, Saravo, Väänänen, Niinimaa, Aalto, Laatikainen, Puistola, A.- J. Niemi – Hentunen, Hahl, Pyörälä – Leino, Santala, Pesonen – Koivisto, Immonen, Laaksonen – Rita, Pakaslahti, Pirnes.
Česko: Milan Hnilička – Josef Hrabal, Petr Čáslava, Filip Novák, Josef Melichar, Angel Krstev, Miroslav Blaťák, Vladimír Sičák, Lukáš Zíb – Zbyněk Irgl, Jan Marek, Václav Varaďa – Leoš Čermák, Josef Straka, Tomáš Rolinek – Jaroslav Bednář, Roman Červenka, Marek Tomica – Petr Kumstát, Václav Skuhravý, Tomáš Netík.

 Švédsko –  Rusko 1:3 (1:2, 0:0, 0:1) Zpráva
8. listopadu 2007 – Jönköping
- Branky  Švédsko: 11:18 K. Jönsson
- Branky  Rusko: 6:49 Zinovjev, 13:31 Tereščenko, 54:00 Medvedev
- Rozhodčí: Šindler (CZE) – Ch. Jönsson, Carlman (SWE)
- Vyloučení: 7:8 (0:1)
- Diváků: 7 038

Švédsko: Liv – Akerman, K. Jönsson, Tjärnqvist, Hallberg, Lindström, Lindgren, Sandström, Holmqvist – Videll, Warg, Ekman – Kahnberg, Nordqvist, Ledin – Hörnqvist, Andersson, Berglund – Weinhandl, Wallin, Martensson.
Rusko: Jeremenko – Nikulin, Proškin, Aťušov, Pereťagin, Belov, Kutejkin, Kornev, Medvedev – Antipov, Zinovjev, Mozjakin – Kuljomin, Neprjajev, Šiškanov – Fjodorov, Tereščenko, Afanasenkov – Simakov, Kurjanov, Saprykin.

 Česko –  Švédsko 2:4 (0:1, 1:1, 1:2) Zpráva
10. listopadu 2007 – Helsinky
- Branky  Česko: 22:04 Leoš Čermák, 45:41 Tomáš Rolinek
- Branky  Švédsko: 8:18 Martensson, 33:57 Holmqvist, 42:54 Martensson, 56:19 Berglund.
- Rozhodčí: Levonen – Fonselius, Orelma (FIN)
- Vyloučení: 8:8 (1:2)
- Diváků: 7 105

Česko: Tomáš Duba – Josef Hrabal, Josef Melichar, Angel Krstev, Miroslav Blaťák, Vladimír Sičák, Lukáš Zíb, Filip Novák – Zbyněk Irgl, Jan Marek, Václav Varaďa – Jaroslav Bednář, Roman Červenka, Marek Tomica – Leoš Čermák, Josef Straka, Tomáš Rolinek – Petr Kumstát, Václav Skuhravý, Tomáš Netík.
Švédsko: Enroth – Akerman, K. Jönsson, Lindström, Lindgren, Tjärnqvist, Hallberg, Holmqvist, Fernholm – Videll, Warg, Ekman – Hörnqvist, Andersson, Berglund – Kahnberg, Nordqvist, Ledin – Weinhandl, Wallin, Martensson.

 Finsko –  Rusko 2:1 (0:0, 1:0, 1:1) Zpráva
10. listopadu 2007 – Helsinky
- Branky  Finsko: 27:54 Laaksonen, 41:26 Koivisto
- Branky  Rusko: 51:11 Saprykin
- Rozhodčí: Rönnmark (SWE) – Kekäläinen, Saukkonen (FIN)
- Vyloučení: 8:5 (0:0) navíc F. Fjodorov (RUS) na 10 min, Medvedev (RUS) a do konce utkání.
- Diváků: 11 702

Finsko: Markkanen – Laamanen, Saravo, Väänänen, Niinimaa, Aalto, Laatikainen, Puistola, A.- J. Niemi – Hentunen, Hahl, Pyörälä – Leino, Santala, Pesonen – Koivisto, Immonen, Laaksonen – Rita, Pirnes, Osala.
Rusko: Jačanov – I. Nikulin, Proškin, Aťušov, Pereťagin, Belov, Kutejkin, Kornejev, Medvedev – Antipov, Zinovjev, Mozjakin – Kuljomin, Neprjajev, Šiškanov – F. Fjodorov, Tereščenko, Afanasenkov – Simakov, Kurjanov, Saprykin.

 Česko –  Rusko 1:4 (0:1, 1:1, 0:2) Zpráva
11. listopadu 2007 – Helsinky
- Branky  Česko: 36:57 Zbyněk Irgl
- Branky  Rusko: 0:46 F. Fjodorov, 20:38 Proškin, 49:10 Šiškanov, 53:30 Saprykin
- Rozhodčí: Partanen – Saukkonen, Terho (FIN)
- Vyloučení: 6:8 (0:2)
- Diváků: 6 159

Česko: Milan Hnilička – Filip Novák, Josef Melichar, Josef Hrabal, Vladimír Sičák, Angel Krstev, Miroslav Blaťák, Lukáš Zíb – Jaroslav Bednář, Jan Marek, Václav Varaďa – Leoš Čermák, Josef Straka, Tomáš Rolinek – Zbyněk Irgl, Roman Červenka, Štěpán Hřebejk – Petr Kumstát, Václav Skuhravý, Tomáš Netík.
Rusko: Jerjomenko – I. Nikulin, Proškin, Belov, Kutejkin, Aťušov, Pereťagin, Kornejev, Medvedev – Antipov, Zinovjev, Mozjakin – F. Fjodorov, Tereščenko, Afanasenkov – Kuljomin, Neprjajev, Šiškanov – Simakov, Kurjanov, Saprykin.

 Finsko –  Švédsko 0:1 (0:0, 0:0, 0:1) Zpráva
11. listopadu 2007 – Helsinky
- Branky  Finsko: nikdo
- Branky  Švédsko: 43:43 Ekman
- Rozhodčí: Poljakov (RUS) – Fonselius, Orelma (FIN).
- Vyloučení: 4:4 (0:0)
- Diváků: 10 011

Finsko: Markkanen – Saravo, Laamanen, Väänänen, Niinimaa, Aalto, Laatikainen, Puistola, A.-J. Niemi – Hentunen, Hahl, Pyörälä – Leino, Santala, Pesonen – Koivisto, Immonen, Laaksonen – Rita, Pirnes, Osala.
Švédsko: Liv – Akerman, K. Jönsson, Lindgren, Lindström, Fernholm, Holmqvist, Hallberg – Ekman, Warg, Videll – Berglund, Andersson, Hörnqvist – Weinhandl, Wallin, Martensson – Nordqvist, Ledin.

### Nejlepší hráči
| Pozice  | Hráč            |
| ------- | --------------- |
| Brankář | Jussi Markkanen |
| Obránce | Kenny Jönsson   |
| Útočník | Oleg Saprykin   |

### All-Star-Team
| Pozice  | Hráč              |
| ------- | ----------------- |
| Brankář | Jussi Markkanen   |
| Obránce | Andreas Holmqvist |
| Obránce | Janne Niinimaa    |
| Útočník | Toni Koivisto     |
| Útočník | Jan Marek         |
| Útočník | Tony Martensson   |